# (772) Tanete
(772) Tanete est un astéroïde de la ceinture principale découvert par Adam Massinger à Heidelberg le 19 décembre 1913.